# En premiär
En premiär (Une première) är en oljemålning av Anders Zorn. Det målades i sin första version 1888.

## Målningen
En premiär föreställer kvinna som håller en huttrande och klen liten gosse, som sätts ned i vattnet i en strandkant. Anders Zorn hade börjat experimentera med motiv med en naken kvinnokropp i det fria sommaren 1887 på Dalarö. Anders och Emma Zorn hade börjat vistas på Dalarö hos Emmas mamma Henriette Lamm efter deras återkomst från sin bröllopsresa till bland annat Alger och Konstantinopel. Från 1887 märks framför allt akvarellen Sommar med två unga kvinnor på en klippa vid vattnet. Under sommaren 1888 målade Anders Zorn ett antal bilder på temat "naket i det fria" på Dalarö.
Konstverket finns i fem versioner, varav en i gouache, tre i olja och en som etsning. De första tre versionerna tillkom 1888. Den första är i gouache på papper och finns på Nationalmuseum i Stockholm, dit den donerades 1915 av konstvänner genom Richard Bergh. En version i olja på duk från 1888 med måtten 91 centimeter x 54 centimeter finns på Ateneum i Helsingfors sedan 1922. En tredje version i olja på duk med måtten 48,5 x 33 centimeter är i privat ägo. Ytterligare en version av målningen, i olja på duk från 1895, kallad Med mor (Met moeder), finns i  Museum voor Schone Kunsten i Gent i Belgien och har måtten 97 x 64 centimeter.
Den femte versionen, en etsning från 1890, har måtten 23,8 x 15,8 centimeter. Den inkluderar en förgrund med en strandremsa. Det anses att den första versionen från början också hade en liknande komposition, men att den senare, efter Parisutställningen, beskurits.
Den kvinnliga modellen kom från Stockholm och var inneboende hos en skomakarfamilj med många barn, och pojkmodellen var ett av dessa barn. Pojken var sjuklig, men synes ha stärkts under den två veckor långa vistelsen i havsbandet hos Zorn. 
Den första versionen av En premiär belönades med första klassens medalj på Världsutställningen i Paris 1889. Anders Zorn blev dock senare missnöjd med denna version, och skar sönder den i samband med en senare omarbetning av motivet 1894–95. Tavlan räddades av Christian Eriksson.

## Bildgalleri

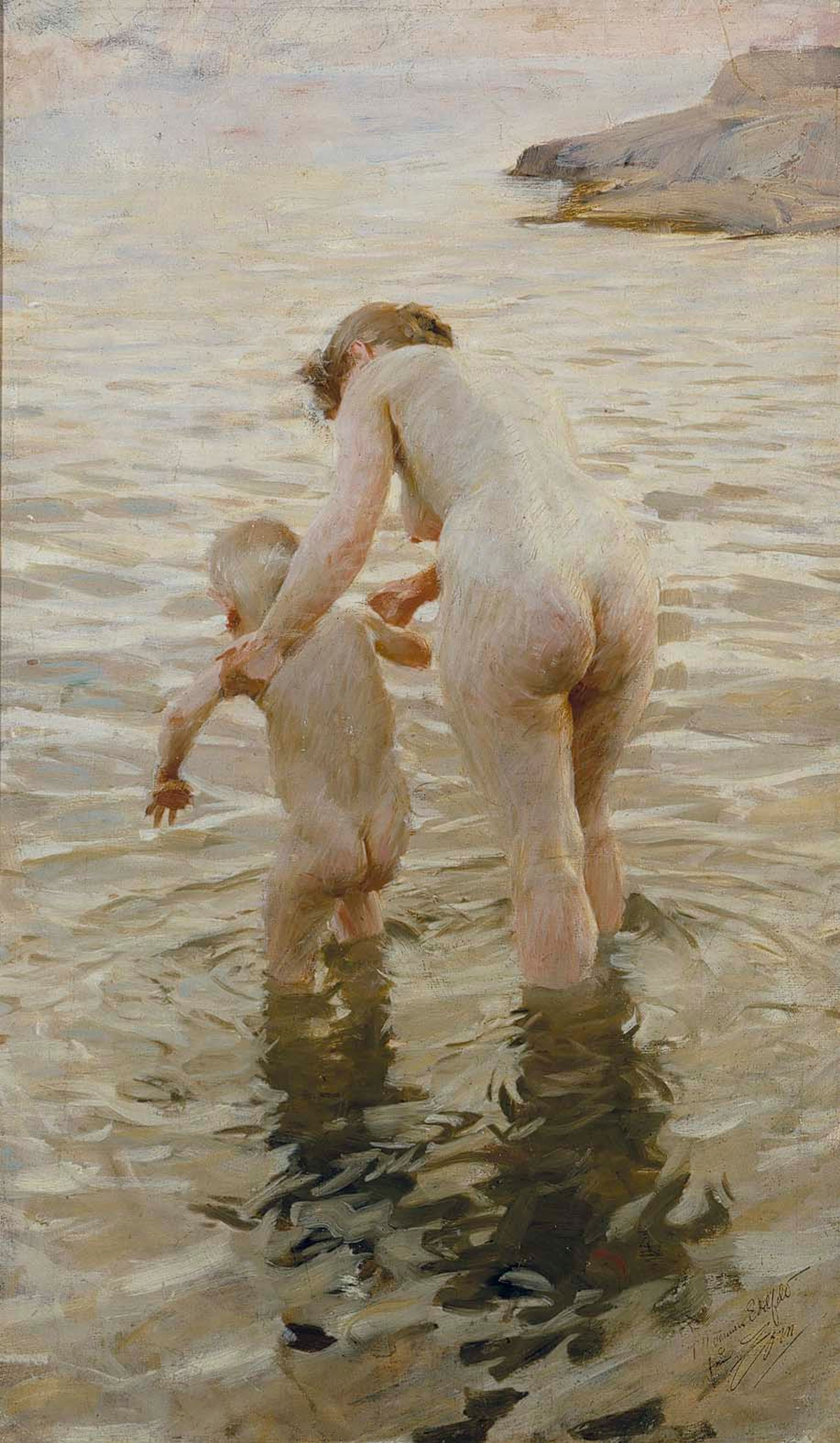
En premiär (1888, 91 × 54,5 cm), olja på duk, Ateneum.
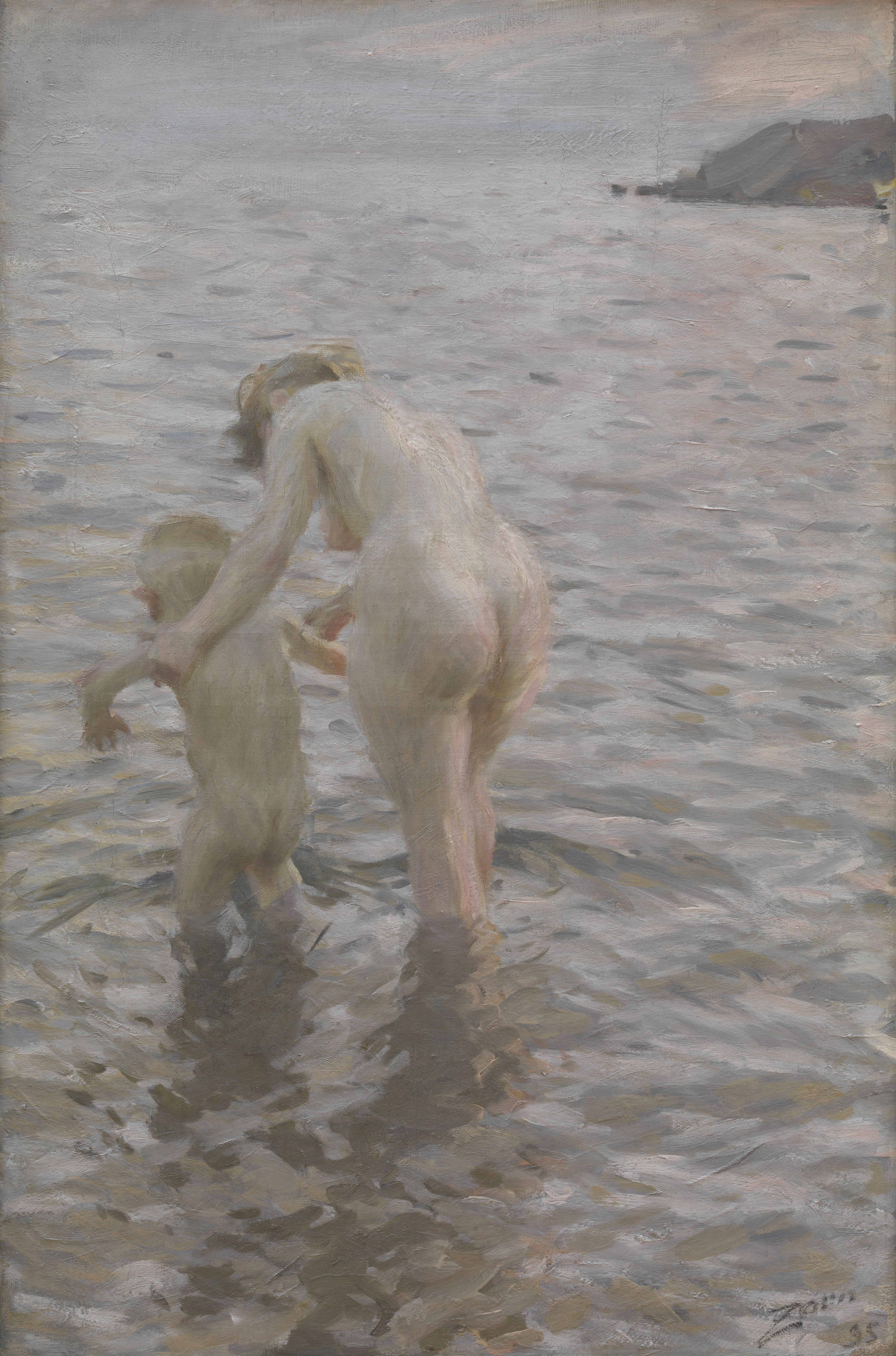
Met moeder (1895, 96,9 x 64,3 cm), Museum voor Schone Kunsten i Gent.
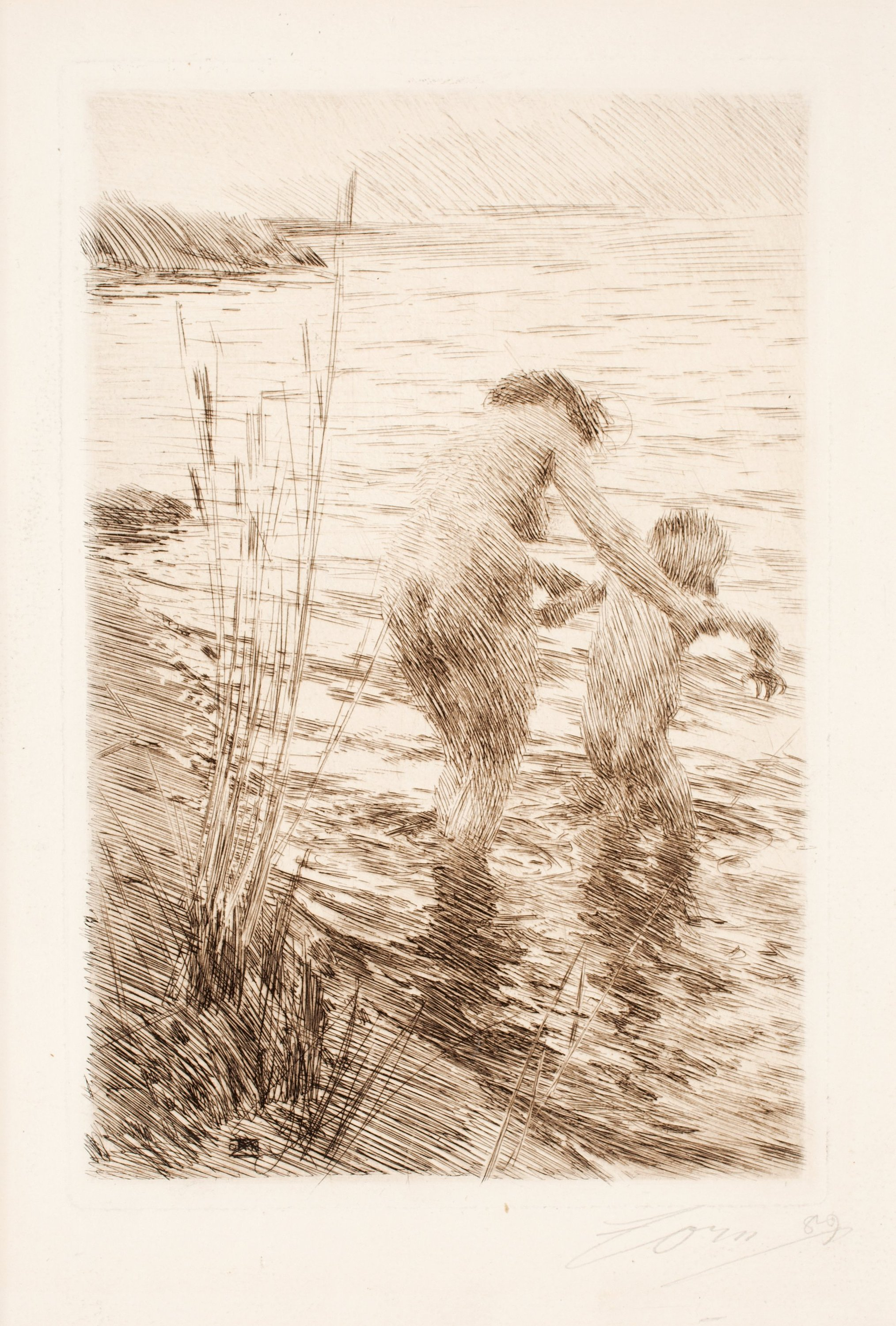
Etsningen En premiär från 1890